# ディアク・ショイスマン
ディアク・ショイスマン（Dirk Schoysman、1960年1月14日ｰ）は、ベルギーのレーシングドライバーである。ニュルブルクリンク24時間レースやスパ・フランコルシャン24時間レースで活躍した。

## 経歴
1990年からスパ・フランコルシャン24時間レースに参戦。1991年はキース・オドールと木下隆之と共に参戦しクラス優勝、総合でも6位に入賞する。その後も1999年までスカイラインGT-Rやプリメーラで参戦した。
1998年と1999年には、日産のワークスドライバーとしてベルギーツーリングカー選手権に参戦した他、2001年からはニュルブルクリンク24時間レースにも参戦を始め、2004年にクラス優勝を獲得。その後も引き続き2010年まで活躍した。

## レース戦績

### スパ・フランコルシャン24時間レース
| 年   | チーム                         | コ・ドライバー                                | 車両                   | クラス    | 周回 | 総合順位 | クラス順位 | 参照  |
| ---- | ------------------------------ | --------------------------------------------- | ---------------------- | --------- | ---- | -------- | ---------- | ----- |
| 1990 | チーム・ゼクセル               | 都平健二 木下隆之                             | 日産・スカイラインGT-R | N₋class 5 | 409  | 13位     | 3位        |       |
| 1991 | チーム・ゼクセル               | キース・オドール 木下隆之                     | 日産・スカイラインGT-R | N/Div.4   | 457  | 6位      | 1位        |       |
| 1992 | NISMO                          | ルイス・ペレス＝サラ 木下隆之                 | 日産・スカイラインGT-R | N3.0      |      | DNF      | DNF        | [ 4 ] |
| 1997 | ルノー・ベルギー・チーム       | イヴ・オリヴィエ ポール・シモンス             | ルノー・メガーヌ       | ProCar    | 459  | 5位      | 1位        |       |
| 1998 | 日産・ベルギー・ターボ・チーム | グレゴール・デ・メビウス デイビッド・レズリー | 日産・プリメーラ       | SP        | 471  | 7位      | 7位        |       |
| 1999 | 日産・ベルギー                 | グレゴール・デ・メビウス ギノ・ケニス         | 日産・プリメーラ       | SP        | 484  | 4位      | 4位        |       |